# Pterolophia palawanica
Pterolophia palawanica är en skalbaggsart som beskrevs av Stefan von Breuning 1938. Pterolophia palawanica ingår i släktet Pterolophia och familjen långhorningar.
Artens utbredningsområde är Filippinerna. Inga underarter finns listade i Catalogue of Life.